# بوستانة (مقاطعة دهلران)
بوستانة (بالفارسية: بوستانه) هي مستوطنة تقع في قسم سيدابراهيم الريفي (مقاطعة دهلران) في إيران.